# Alejandro Moya Giné
Alejandro Moya Giné es un deportista español que compitió en remo. Ganó dos medallas en el Campeonato Mundial de Remo, oro en 1983 y bronce 1984.

## Palmarés internacional
| Campeonato Mundial | Campeonato Mundial | Campeonato Mundial | Campeonato Mundial      |
| Año                | Lugar              | Medalla            | Prueba                  |
| ------------------ | ------------------ | ------------------ | ----------------------- |
| 1983               | Duisburgo (RFA)    | Medalla de oro     | Ocho con timonel ligero |
| 1984               | Montreal (Canadá)  | Medalla de bronce  | Ocho con timonel ligero |